# Chuai
Imperador Chuai (仲哀天皇, Chuai-tennō) foi o 14º Imperador do Japão, na lista tradicional de sucessão.
Segundo o Nihonshoki, foi o segundo filho de Yamato Takeru (filho do Imperador Keiko) com Futachi Iri Hime no Mikoto. Antes da sua ascensão ao trono, seu nome era Tarasi Nakatsuhiko no Mikoto.
Não há datas concretas que podem ser atribuídas a vida deste imperador ou reinado, mas é convencionalmente considerado que Chuai reinou de 192 a 200. Construindo como sede de seu governo o Palácio Toyora no Mya em Anato na Província de Nagato (atual Yamaguchi) e escolheu Takenouchi no Sukune para ser seu Primeiro Ministro e Ōtomo no Takemotsu seu Ō-Muraji (Sumo Sacerdote). Em 194 casou-se com Okinaga Tarashi Hime no Mikoto (a futura Imperatriz Jingū).
Por volta de 194 houve uma rebelião da Tribo Kumaso que habitava o nordeste da ilha de Honshu (atual Região de Tohoku) e as ilhas de Hokkaido, Curilas e Sacalina. Chuai conseguiu controlar a rebelião e voltar ao seu palácio depois de 5 anos, durante o combate aos kumaso foi ferido por uma flecha.
Em 200 o imperador adoece e morre no dia seguinte (possivelmente pelo ferimento de flecha sofrido), aos 52 anos de idade, quando se preparava para invadir o Reino de Silla. Sua esposa Jingū assume o governo como Sesshō até a "maioridade" de seu filho Ōjin o que acabou ocorrendo quando ela faleceu no final de 269.
O nome Chuai foi lhe atribuído postumamente e é característico do budismo chinês, o que sugere que o nome deve ter sido oficializado séculos após sua morte possivelmente no momento em que as lendas sobre as origens da Dinastia Yamato foram compiladas como as crônicas conhecidas hoje como o Kojiki.
O lugar de seu túmulo imperial (misasagi) é desconhecido. O Imperador Sujin é tradicionalmente venerado num memorial no santuário xintoísta de Nara que é formalmente chamado de  Ega no Naganu no Nishi no Misasagi.